# دام‌گستری
دام‌گستری (به انگلیسی: Entrapment) در حقوق کیفری به اقدام مأموران اجرای قانون یا افراد وابسته به آن‌ها گفته می‌شود که فردی را به ارتکاب جرم تحریک یا وسوسه می‌کنند، به گونه‌ای که بدون دخالت این مأموران، آن شخص احتمالاً مرتکب جرم نمی‌شد. این مفهوم در بسیاری از نظام‌های حقوقی به عنوان یک دفاع پذیرفته شده و می‌تواند منجر به رفع مسئولیت کیفری شود.

## پیشینه
واژهٔ دام‌گستری به معنای عام، به شیوه‌های مختلفی از آزمودن افراد از طریق ایجاد موقعیت‌های گمراه‌کننده یا وسوسه‌کننده اشاره دارد. این مفهوم، سابقه‌ای دیرینه در اندیشه‌های دینی و ادبی دارد. در بسیاری از متون مقدس همچون قرآن و کتاب مقدس مسیحیان، به موضوع آزمون الهی از انسان‌ها اشاره شده‌است.
همچنین در ادبیات کهن، روایت‌هایی وجود دارد که در آن شاهان یا بزرگان برای سنجیدن صداقت یا وفاداری افراد، دست به ایجاد موقعیت‌های آزمایشی یا فریبنده می‌زنند. این نوع آزمون‌ها، هرچند در گذشته دارای مشروعیت تلقی می‌شدند، اما در دوران مدرن و در نظام‌های حقوقی معاصر، انجام آن توسط حکومت یا نیروهای اجرایی علیه شهروندان با محدودیت‌های قانونی و حقوقی مواجه شده‌است.

### پیشینه جهانی
مفهوم دام‌گستری به ویژه در حقوق ایالات متحده آمریکا توسعه یافته است. در این کشور، دفاع مبتنی بر دام‌گستری در پرونده‌های جنایی به ویژه در اوایل قرن بیستم میلادی شکل گرفت و از آن زمان، معیارهای مختلفی برای شناسایی دام‌گستری تدوین شده است. یکی از مهم‌ترین معیارها، بررسی میزان ابتکار متهم در ارتکاب جرم در برابر تحریک مأموران دولتی است.

#### نمونه‌های تاریخی
در طول تاریخ، نمونه‌هایی از دام‌گستری به اشکال گوناگون گزارش شده‌اند. در متون دینی، مانند کتاب مقدس یهودیان و مسیحیان (عهد قدیم)، داستان ایوب نماد نوعی آزمایش و دام‌گستری الهی تلقی شده است؛ جایی که شیطان با وسوسه‌های گوناگون تلاش می‌کند وفاداری و ایمان ایوب را به چالش بکشد. در متون اسلامی نیز مفهوم "آزمایش بندگان" توسط خداوند مطرح شده است که در برخی تفسیرها با مفهوم دام‌گستری معنایی نزدیک پیدا می‌کند.
در ادبیات کهن، داستان‌هایی مانند افسانه‌های پادشاهان که برای سنجش وفاداری وزیران یا رعایا، شرایط فریبنده‌ای فراهم می‌کردند، قابل ذکر است. برای نمونه در شاهنامه فردوسی یا در مجموعهٔ کلیله و دمنه نمونه‌هایی از اینگونه آزمایش‌ها دیده می‌شود. این داستان‌ها نشان می‌دهند که مفهوم دام‌گستری یا آزمایش اخلاقی، پیشینه‌ای بسیار کهن در ذهنیت بشری دارد، هرچند در آن دوران هنوز بین آزمایش مشروع و دام‌گستری نامشروع تفکیک روشنی صورت نمی‌گرفت..
در جوامع مدنی مدرن، تنها با توسعهٔ حقوق بشر و اصول عدالت کیفری، مرز میان «آزمایش مشروع» و «دام‌گستری نامشروع» رسمیت یافت و موانع قانونی مشخصی برای جلوگیری از سوءاستفاده نهادهای حاکم وضع شد.
- برای مثال در سال ۲۰۱۳، یک زوج اهل بریتیش کلمبیا به جرم تلاش برای انفجار ساختمان‌های پارلمان بریتیش کلمبیا مجرم شناخته شدند. در سال ۲۰۱۶، این حکم لغو شد زیرا مشخص شد که این زوج توسط پلیس سواره نظام سلطنتی کانادا در این توطئه به دام افتاده بودند.[۸]

### پیشینه در ایران
در حقوق کیفری ایران، اصطلاح «دام‌گستری» به صراحت در قوانین کیفری نیامده، اما اصول کلی حقوقی از جمله اصل منع سوءاستفاده از اختیارات دولتی و لزوم رعایت عدالت کیفری، مفهوم دام‌گستری را به طور ضمنی پذیرفته‌اند. برخی آراء دیوان عالی کشور نیز بر عدم مشروعیت اقدامات تحریک‌آمیز توسط مأموران تأکید دارند.

### کاربردها و محدودیت‌ها
در اغلب نظام‌های حقوقی، دام‌گستری به عنوان دفاع از سوی متهم مورد استفاده قرار می‌گیرد. به طور کلی، اگر مشخص شود که مأموران دولتی فرد را به ارتکاب جرم وادار کرده‌اند، ممکن است پرونده مختومه شود یا متهم تبرئه گردد. در ایران نیز هرچند رویه قضایی یکدستی وجود ندارد، اما اصول کلی عدالت کیفری می‌تواند مبنایی برای پذیرش این دفاع باشد.